# Geneviève Hafner
Geneviève Hafner est une photographe française née en 1961.

## Biographie
Elle établie à New York et elle est surtout connue pour ses photographies colorées et vivantes des scènes de rue de la ville. Sa collection de plus de 100 cartes postales de New York, intitulée Concrete Jungle, offre aux habitants et aux touristes de passage une nouvelle manière de percevoir la ville.
Son premier livre, Paris-New York, est publié en 2003 par OPERAE, V.I.T.R.I.O.L. Factory. Il est décrit par Michael MacInnis, dans The New York Art World en novembre 2004, comme Mr. Dimanche's thoughtful prose and Ms. Hafner's contemplative imagery ...together foster a unique, quirky fascination. (« La prose réfléchie de M. Dimanche et l’imagerie contemplative de Mme Hafner… ensemble, ils suscitent une fascination unique et originale. » en anglais)
Hafner travaille également en tant que photographe indépendante pour plusieurs journaux de quartier à New York, comme le Manhattan Spirit et le Our Town.